# Wiking III
Die Wiking III ist eine 1923 auf der Neptun-Werft zu Rostock nach einem Entwurf von H. Lohmann gebaute Segelyacht. Zuerst hieß das Schiff Bonzo II. 1931 wurde sie vom Altherrenverein des Akademischen Seglervereins der Universität Greifswald angekauft und in Wiking III umbenannt um den Alten Herren des ASV als Segelschiff zu dienen. Zum Ende des Zweiten Weltkriegs wurde das Schiff auf Grund gelegt um es vor dem Zugriff des Roten Armee zu bewahren.
Studenten der Sektion Segeln des Hochschulsportes restaurierten den Wiking und segelten damit bis 1962. Danach wurde das Schiff verkauft.
Nach zwei Besitzerwechseln suchte der letzte Eigner nach einem Käufer. Mitglieder der Studentenabteilung des Akademischen Segelvereins zu Greifswald erhielten hiervon Kenntnis und suchten den Kontakt. Da der ASV keinerlei Interesse daran zeigte sein altes Schiff wiederherzustellen versuchten die Studenten zuerst einen eigenen Verein als Träger der Restaurierung zu stiften. Zufällig kam es zum Kontakt mit Helmut Pratzel, der als Student in den 1950er Jahren an der Restaurierung des Bootes mitgewirkt hatte. Durch dessen Vermittlung wurde das Schiff dem Förderverein des studentischen Segelns zu Greifswald (FSG) gestiftet, welcher eigentlich gegründet worden war um Spendengelder für den ASV einzuwerben.
Seit 2006 wurde der Zweimaster von einer Gruppe Studenten der Ernst-Moritz-Arndt-Universität restauriert und konnte im Jahre 2011 zum ersten Mal wieder auf dem Greifswalder Bodden gesegelt werden.
Seitdem ist es die älteste Segelyacht, welche in Greifswald aktiv gesegelt wird. Seit 1931 ist die Wiking in Greifswald beheimatet.
Das Interesse an der Segeljacht nahm in den letzten Jahren kontinuierlich ab. Da der ASV zu Greifswald weiterhin kein Interesse an seinem ehemaligen Flaggschiff hatte, wurde das Boot zum Verkauf angeboten. Seit Juni 2020 befindet sich die Wiking III in neuen Händen. Der neue Eigner, Michael Johanssen, plant die Restaurierung des Bootes in Greifswald mit dem Ziel, das Boot im nächsten Frühjahr in den Rostocker Museumshafen zu legen.
Der ASV Greifswald zu Lübeck benennt bis heute seine Flaggschiffe Wiking. Aktuell wird dort der Wiking VIII gesegelt.